# Attachmate
The Attachmate Group war ein Softwarekonzern mit Sitz in Houston, der auf Terminalemulation, Systems Management, Informationssicherheit und Einbindung von Großrechnern und Legacy Software in moderne Rechnernetze spezialisiert war. Zu den Marken des Unternehmens zählten neben Attachmate selbst unter anderem auch Novell und SUSE.

## Geschichte
1982 in Bellevue (Washington) gegründet, produzierte die Firma Hard- und Software zur Vernetzung von Mainframe- mit PC-basierten IT-Systemen. 2004 erwarb Attachmate die Terminalemulator-Spezialisten WRQ in Seattle. Die beiden Firmen fusionierten 2005 unter dem Namen AttachmateWRQ, und Seattle wurde Firmensitz. NetIQ, 1995 in San José (Kalifornien) gegründet und spezialisiert auf Systems Management, Informationssicherheit und Kommunikation, wurde 2006 dazugekauft und die Fusion führte zur Attachmate Corporation. Am 27. April 2011 hat Attachmate den Rechnernetz-Pionier Novell für 2,2 Milliarden Dollar übernommen und damit auch die SUSE Linux GmbH in Nürnberg. SUSE soll aus der Struktur von Novell gelöst und als eigenständiger Geschäftszweig weitergeführt werden.
Am 15. September 2014 teilte das britische Unternehmen Micro Focus International mit, dass es die Attachmate-Gruppe für 1,182 Milliarden US-Dollar – in Form von eigenen Unternehmensaktien – erwerben wird – vorbehaltlich der Zustimmung der Kartellbehörden und der Micro-Focus-Aktionäre. Am 21. November 2014 wurde die erfolgreiche Fusion (Merger) der beiden Unternehmen bekannt gegeben.

## Unternehmen
Attachmate war nicht börsennotiert und befand sich im Besitz einer Investorengruppe, die von den Private-Equity-Gesellschaften Francisco Partners, Golden Gate Capital und Thoma Cressey Bravo geführt wurde. Die Zahl der Mitarbeiter der Attachmate Group betrug Ende 2014 über 3.000. Der Umsatz betrug rund 950 Mio. US-Dollar, was circa 840 Mio. Euro entspricht.